# Włodzimierz Mizerski
Włodzimierz Gabriel Mizerski (ur. 2 września 1949 w Kamiennej Górze) – polski geolog, doktor habilitowany specjalizujący się w geologii regionalnej, stratygrafii oraz tektonice.

## Życiorys
Od 1997 do 2012 pełnił funkcję kierownika w Muzeum Geologicznym Państwowego Instytutu Geologicznego w Warszawie.
W latach 1972–1996 pracował na Uniwersytecie Warszawskim na Wydziale Geologii, a następnie od 1996 pracuje w Państwowym Instytucie Geologicznym, gdzie w 1997 został kierownikiem Muzeum Geologicznego. W latach 2000–2005 był zatrudniony na stanowisku profesora jako kierownik Katedry Geologii w Uniwersytecie Łódzkim.
Włodzimierz Mizerski jest autorem 60 artykułów i komunikatów naukowych, 15 podręczników akademickich i skryptów, 5 książek popularnonaukowych, 205 recenzji publikowanych książek, atlasów, map itp.
W 1990 Włodzimierz Mizerski został odznaczony Złotą Odznaką „Zasłużony dla polskiej geologii”, natomiast w 2001 Krzyżem Kawalerskim Orderu Odrodzenia Polski.

## Wybrane publikacje
- Geologia dynamiczna
- Geologia dynamiczna dla geografów
- Geologia historyczna
- Geologia historyczna dla geografów
- Geologia i surowce mineralne oceanów
- Geologia Polski
- Geologia Polski dla geografów
- Geologia regionalna kontynentów
- Katastrofy przyrodnicze